# Малахова (Верхотурский городской округ)
Малахова — деревня в Верхотурском городском округе Свердловской области, Россия. 

## Географическое положение
Деревня Малахова муниципального образования «Верхотурский городской округ» расположена в 63 километрах (по автотрассе в 70 километрах) к востоку-юго-востоку от города Верхотурье, на правом берегу реки Тура. В окрестностях деревни, в 3 километрах к западу от железнодорожной станции Белая Глина Свердловской железной дороги.

## История деревни
Название топонима идёт от русского имени Малаха (производное от полного имени Малахий).

## Население
| 1873 | 2002 | 2010 | 2021 |
| ---- | ---- | ---- | ---- |
| 83   | ↗84  | ↘67  | ↘39  |